# Ryūzō Kikushima
Ryūzō Kikushima (菊島 隆三, Kikushima Ryūzō), 1er mars 1914 –  18 mars 1989, est un scénariste et producteur de cinéma japonais.

## Biographie
Ryūzō Kikushima est surtout connu pour avoir coécrit les scénarios de plusieurs films d'Akira Kurosawa dont Le Château de l'araignée, La Forteresse cachée, Yojimbo et Entre le ciel et l'enfer. Il a également produit plusieurs films de Kurosawa du début des années 1960. En plus de son travail avec Kurosawa, il a écrit ou coécrit les scénarios de Tora ! Tora ! Tora !, Arashi et La Naissance du Japon de Hiroshi Inagaki ainsi que Quand une femme monte l'escalier de Mikio Naruse dont il est aussi le producteur.
En 2013, Kikushima et des collaborateurs fréquents aux scénarios de Kurosawa, Shinobu Hashimoto et Hideo Oguni sont désignés lauréats du prix Jean Renoir par la Writers Guild of America, West (en).

## Filmographie partielle

### Comme scénariste
- 1949 : Chien enragé (野良犬, Nora-inu?) d'Akira Kurosawa
- 1950 : Scandale (醜聞, Shubun?) d'Akira Kurosawa
- 1955 : Otoko arite (男ありて?) de Seiji Maruyama
- 1955 : Rokunin no ansatsusha (六人の暗殺者?) d'Eisuke Takizawa
- 1956 : La Tempête (嵐, Arachi?) de Hiroshi Inagaki
- 1957 : Le Quartier des fous (気違い部落, Kichigai buraku?) de Minoru Shibuya
- 1957 : Le Château de l'araignée (蜘蛛巣城, Kumonosu-jō?) d'Akira Kurosawa
- 1958 : La Forteresse cachée (隠し砦の三悪人, Kakushi toride no san-akunin?) d'Akira Kurosawa
- 1959 : La Naissance du Japon (日本誕生, Nippon Tanjō?)  de Hiroshi Inagaki
- 1960 : Quand une femme monte l'escalier (女が階段を上る時, Onna ga kaidan o agaru toki?) de Mikio Naruse
- 1960 : Les salauds dorment en paix (悪い奴ほどよく眠る, Warui yatsu hodo yoku nemuru?) d'Akira Kurosawa
- 1963 : L'Héritage des 500 000 (五十万人の遺産, Gojūman-nin no isan?) de Toshirō Mifune
- 1961 : Le Garde du corps (用心棒, Yōjinbō?) d'Akira Kurosawa
- 1962 : Sanjuro (椿三十郎, Tsubaki Sanjūrō?) d'Akira Kurosawa
- 1963 : Entre le ciel et l'enfer (天国と地獄, Tengoku to jigoku?) d'Akira Kurosawa
- 1965 : Le Soldat yakuza (兵隊やくざ, Heitai yakuza?) de Yasuzō Masumura
- 1965 : Barberousse (赤ひげ, Akahige?) d'Akira Kurosawa
- 1969 : La Saga de Magoichi (尻啖え孫市, Shirikurae Magoichi?) de Kenji Misumi
- 1970 : Tora ! Tora ! Tora ! de Richard Fleischer, Kinji Fukasaku et Toshio Masuda
- 1981 : L'Affaire Shimoyama (日本の熱い日々 謀殺・下山事件, Nihon no atsui hibi bōsatsu: Shimoyama jiken?) de Kei Kumai
- 1987 : La Princesse de la Lune (竹取物語, Taketori monogatari?) de Kon Ichikawa

## Distinctions
Sauf indication contraire, les informations mentionnées dans cette section peuvent être confirmées par la base de données cinématographiques IMDb,  présente dans la section « Liens externes ».

### Décoration
- 1980 : Médaille au ruban pourpre

### Récompenses
- 1956 : prix Blue Ribbon du meilleur scénario pour Otoko arite et Rokunin no ansatsusha
- 1958 : prix Blue Ribbon du meilleur scénario pour Le Quartier des fous
- 1964 : prix Mainichi du meilleur scénario pour Entre le ciel et l'enfer[4]

### Nominations
- 1964 : prix Edgar-Allan-Poe du meilleur film étranger pour Entre le ciel et l'enfer
- 1982 : prix du meilleur scénario pour L'Affaire Shimoyama à la Japan Academy Prize